# Fenimore Rock
Fenimore Rock (in aleutino Taxchisax) è una piccola isola disabitata delle isole Andreanof, nell'arcipelago delle Aleutine, e appartiene all'Alaska (USA). Si trova circa 5 km a ovest di Oglodak, tra le isole Atka e Tagalak.
Fenimore Rock, che è lunga solo 270 m, ha preso il nome dalla goletta USS Fenimore Cooper.